# Stora Agnøy
Stora Agnøy est une île de Norvège dans le comté de Hordaland. Elle appartient administrativement à Herdla.

## Géographie
Rocheuse et couverte d'une légère végétation, elle s'étend sur environ 1,7 km de longueur pour une largeur approximative de 310 m.